# ریزو کویکه
ریزو کویکه (انگلیسی: Reizo Koike; ۱۵ دسامبر ۱۹۱۵ – ۳ اوت ۱۹۹۸) شناگر اهل ژاپن بود.
وی در مسابقات کشوری و بین‌المللی در مجموع برندهٔ ۱ مدال نقره، ۱ مدال برنز شده‌است.